# Salsomaggiore Terme
Salsomaggiore Terme là một thị xã ở phía bắc Italia. Thị xã này nằm ở tỉnh Parma, ở vùng Emilia-Romagna.
Kể từ năm 2007, Salsomaggiore là nơi diễn ra lễ hội châu Âu có tên gọi Incontrarsi a Salsomaggiore Lưu trữ ngày 1 tháng 1 năm 2008 tại Wayback Machine, một lễ hội nghệ thuật, âm nhạc và sân khấu dành cho phụ nữ.

## Các đơn vị trực thuộc
Bargone, Cangelasio, Ceriati, Contignaco-Cella, Costa, Costamarenga, Fornacchia, Gorzano, I Passeri, Longone-Colombaia, Montauro, Pie' di Via, Pieve di Cusignano, Rossi, Salsominore, San Vittore, Scipione Castello, Scipione Ponte, Tabiano Bagni, Tabiano Castello, Tosini, Vascelli.

## Thành phố kết nghĩa
- - La Habana, Cuba
- - Luxeuil les Bains, Pháp
- - Bangkok, Thái Lan
- - Hammam-Lif, Tunisia